# Firmin Rogier
Pour les articles homonymes, voir Rogier.
Firmin Rogier, né le 1er avril 1791 à Cambrai et mort le 1er novembre 1875 à Bruxelles, est un professeur, publiciste et diplomate belge. 

## Biographie
Firmin François Marie Rogier est né le 1er avril 1791 à Cambrai  dans une famille d'origine belge. Il est le fils de Firmin Rogier, marchand de draps et lieutenant-colonel sous la Révolution française décédé lors de la campagne de Russie, et d'Henriette Estienne. Son arrière-grand-père, Pierre Rogier né le 9 mars 1692 à Renlies (Hainaut), s’établit marchand de draps à Cambrai au milieu du XVIIIe siècle. Firmin Rogier est le frère aîné de Charles Rogier, homme d'état et révolutionnaire belge qui a participé à la révolution belge de 1830. Il se marie en octobre 1839 avec la comtesse Jeanne de Fries à Paris. Ils ont une fille, Louise, qui épouse à Paris en décembre 1860 Jules Vander Stichelen, ministre des Travaux publics et futur ministre des Affaires étrangères. 
Il commence ses études à Avesnes-sur-Helpe, où sa famille s'était établie au début du siècle. Il fait ses études secondaires au lycée de Douai, dont il sort en 1809 en ayant reçu les quatre premiers prix de rhétorique. Il étudie ensuite à l'École normale de Paris en 1810-1811. En tant qu'étudiant de cette école, il est exempté du service militaire. Il obtint le grade de licencié ès lettres. 
De 1811 à 1814, il est maître élémentaire au lycée impérial de Liège. Le 22 septembre 1814, il est désigné pour une chaire de grec au collège de Falaise. Quelques mois plus tard, il fut nommé maître de la première étude au lycée de Rouen. 
En 1815, il revient à Liège au lendemain de la Seconde Restauration et y supervise les études de son jeune frère Charles Rogier. Il fonde avec lui, Paul Devaux, Joseph Lebeau et Félix Van Hulst un journal libéral, le Matthieu Lansbergh, en mars 1824. Lors de la révolution belge de 1830, on lui confie plusieurs missions à Paris. Il est ensuite le premier secrétaire de l'ambassade de Belgique à Paris. En 1837, il devient conseiller d'ambassade. Le 20 juin 1848, il succède à Eugène de Ligne au poste d'ambassadeur de Belgique à Paris, qu'il occupe jusqu'en 1864. En 1861, il participe à la conclusion du traité de commerce et de la convention littéraire entre la France et la Belgique.
En 1863, il participe aux négociations avec la France qui aboutiront à la suppression du droit de péage sur l'Escaut de la Belgique à la Hollande.
Il est admis à la pension en janvier 1864 et passe les dernières années de sa vie à Bruxelles. À la suite de son décès le 1er novembre 1875, il reçoit le 4 novembre des obsèques officielles à la cathédrale Saints-Michel-et-Gudule de Bruxelles et est inhumé dans le caveau de la famille Rogier au cimetière de Laeken.

## Distinctions
- Grand cordon de l'ordre de Léopold en 1864 (Belgique)[4].
- Croix de fer en 1835 (Belgique).
- Grand officier de la Légion d'honneur (France)[5].
- Commandeur de l'ordre de Charles III (Espagne).